# Enoplolabus gestroi
Enoplolabus gestroi là một loài bọ cánh cứng trong họ Attelabidae. Loài này được Faust miêu tả khoa học năm 1894.